# Couva
Couva è una città situata nell'ovest dell'isola di Trinidad (Trinidad e Tobago), capoluogo della Regione di Couva-Tabaquite-Talparo. La città conta circa 35 000 abitanti e dista circa 40 km dalla capitale Port of Spain.
Nel suo territorio ha sede il centro industriale siderurgico di Point Lisas, il maggiore centro industriale del Paese e più grande centro di produzione dell'acciaio dei Caraibi.
Lo stadio cittadino, l'Ato Boldon Stadium, ha ospitato alcuni incontri del Campionato mondiale di calcio Under-17 2001 e del Campionato mondiale femminile Under 17 di calcio 2010 e ospita talvolta le partite della nazionale di calcio trinidadiana.